# Brandenburgisches Staatsorchester Frankfurt

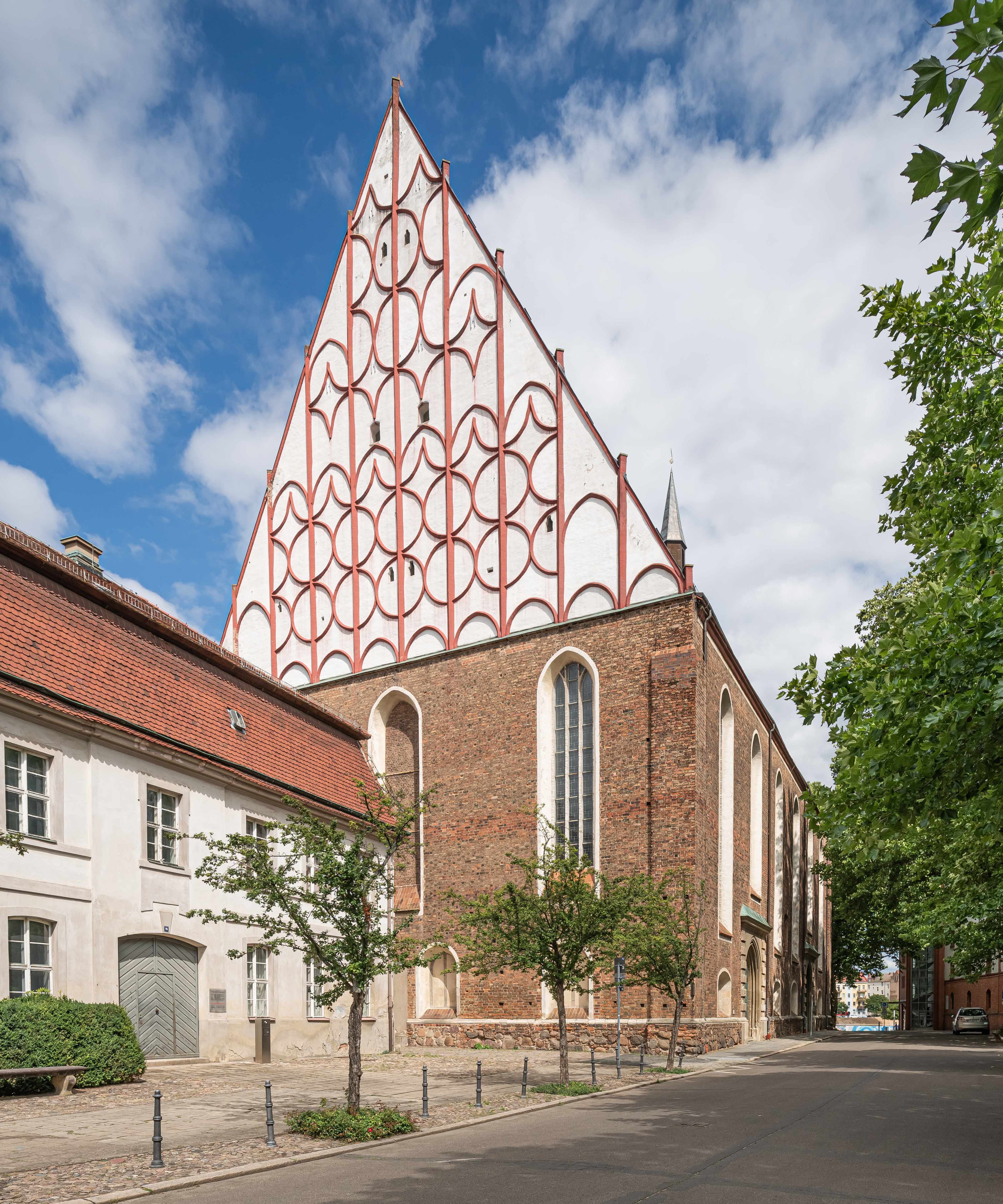
La Brandenburgisches Staatsorchester Frankfurt.

La Brandenburgisches Staatsorchester Frankfurt és l'orquestra simfònica de Brandenburg i es troba a la ciutat de Frankfurt de l'Oder, a Alemanya. Des de 2007 és dirigida per Howard Griffiths.

## Història
Va ser fundada el 1842 i la seva primera aparició en públic va ser l'1 de novembre del mateix any al Frankfurter Stadttheater (dissenyat per Karl Friedrich Schinkel i construït per Emil Flaminius). El 1871 es va fundar el Philharmonischer Verein, que organitzava tres concerts a l'any i concerts corals a la Singakademie, abans de dissoldre's el 1895.
El teatre va ser destruït durant la Segona Guerra Mundial i l'orquestra va ser traslladada al Musiklandheim, construït entre 1928 i 1929 per Otto Bartning; el 1952 es va canviar el nom a Kleist-Theatre. Alguns músics del teatre van fundar el Frankfurter Kulturorchester el 1953, que va canviar el nom de Philharmonische Orchestre Frankfurt el 1971. L'orquestra va fer la seva primera aparició al Choriner Musiksommer el 1973.

## Llista de líders
- 1971–1982 Wolfgang Bothe
- 1982–1986 Heinz Struve
- 1986–1989 Andreas Wilhelm
- 1990–2000 Nikos Athineos
- 2001–2007 Heribert Beissel
- 2007–present Howard Griffiths